# Bratz : La Star Party
Pour plus de détails, voir Fiche technique et Distribution.
Bratz : La Star Party, ou Bratz : Les stars super branchées au Québec (Bratz: Starrin' & Stylin), est un film d'animation américain réalisé par Nico Rijgersberg et sorti directement en vidéo en 2004.
Il basé sur la franchise de poupées mannequins Bratz du fabricant MGA Entertainment. C'est la première adaptation de la franchise en long-métrage.

## Synopsis
Le professeur de Yasmine, Jade, Cloé et Sasha décide de donner aux élèves un devoir d'expression personnel à faire pendant le week-end. Malheureusement pour les filles, c'est le week-end du bal de fin d'année, elles ont donc un choix à faire : Aller au bal ou faire le devoir. Elles vont donc devoir trouver un moyen de faire les deux en même temps.

## Fiche technique
- Titre original : Bratz: Starrin' & Stylin
- Titre français : Bratz : La Star Party
- Titre québécois : Bratz : Les stars super branchées
- Réalisation : Nico Rijgersberg
- Scénario : Norah Pierson et Meg Martin
- Production : Isaac Larian
- Musique : Barry Kolsky
- Photographie : Valery Mihalkov
- Pays d'origine :  États-Unis
- Langue : anglais
- Sociétés de production : CinéGroupe et MGA Entertainment
- Distribution : 20th Century Fox (2005) puis Lionsgate (2007) (États-Unis) ; 20th Century Fox France (France)
- Durée : 59 min
- Date de sortie en vidéo : 
  -  États-Unis : 3 août 2004
  -  France : 27 octobre 2004
  -  Québec : 31 mai 2005

## Distribution

### Voix originales
- Olivia Hack (en) : Cloé
- Dionne Quan (en) : Yasmin
- Soleil Moon Frye : Jade
- Tia Mowry : Sasha
- Ogie Banks (en) : Dylan

### Voix françaises
- Karine Foviau[1] : Cloé
- Laura Préjean : Yasmin
- Marie-Eugénie Maréchal : Jade
- Céline Mauge : Sasha
- Pascal Grull : Cameron
- Pascal Nowak : Dylan
- Philippe Catoire : Mr Delrio
- Paolo Domingo : Koby
- Jean-Pierre Denys : le principal Mellman
- Stéphane Marais : Eithan
- Sasha Supera : Meygan
- Estelle Simon : Dana, la bibliothécaire
- Vincent de Bouard : Cade